# Mairie de Kokkola
La mairie de Kokkola (finnois : Kokkolan Raatihuone) est un bâtiment situé à Kokkola en Finlande,.